# U-374
Unterseeboot 374 foi um submarino alemão do Tipo VIIC, pertencente a Kriegsmarine que atuou durante a Segunda Guerra Mundial.

## Comandantes
| Comandante             | Data                                        |
| ---------------------- | ------------------------------------------- |
| Oblt. Unno von Fischel | 21 de junho de 1941 - 12 de janeiro de 1942 |

## Subordinação
Durante o seu tempo de serviço, esteve subordinado às seguintes flotilhas:
| Período                                        | Flotilha                                   |
| ---------------------------------------------- | ------------------------------------------ |
| 21 de junho de 1941 - 31 de agosto de 1941     | 5. Unterseebootsflottille (treinamento)    |
| 1 de setembro de 1941 - 13 de dezembro de 1941 | 1. Unterseebootsflottille (serviço ativo)  |
| 14 de dezembro de 1941 - 12 de janeiro de 1942 | 29. Unterseebootsflottille (serviço ativo) |

## Operações conjuntas de ataque
O U-374 participou das seguinte operações de ataque combinado durante a sua carreira:
- Rudeltaktik Mordbrenner (16 de outubro de 1941 - 2 de novembro de 1941)